# Scorn
『Scorn』（スコーン）は、セルビアのEbb Softwareが開発したMicrosoft Windows、Xbox Series X/S用のサバイバルホラーゲームである。H・R・ギーガー、ズジスワフ・ベクシンスキーから影響を受けているとされている。

## 概要
同作は「世界に突然投げ出されたら」というコンセプトで奇妙な形や重苦しい空気が漂う世界を舞台にし、悪夢のような世界で孤独に彷徨いながら、複雑につながった様々なエリアを探索できるFPS視点のゲームである。
各ストーリー、パズル、キャラクターが存在し、密接した世界観を形成している。プレーヤーは、ゲームを進めながら新しいエリアを開拓したり、様々なスキルや武器、アイテムを手に入れて進める。